# Soul Kitchen
Soul Kitchen ist eine Filmkomödie des deutschen Regisseurs Fatih Akin nach einem gemeinsam mit dem Hauptdarsteller Adam Bousdoukos verfassten Drehbuch. Weltpremiere hatte der Spielfilm am 10. September 2009 im Rahmen der 66. Filmfestspiele von Venedig, wo er den Spezialpreis der Jury gewann. Am 25. Dezember 2009 startete der Film in den deutschen Kinos. Er zeigt betroffene Menschen im Umfeld eines von der Schließung bedrohten Restaurants, des Soul Kitchen, und ist zugleich eine Liebeserklärung des Regisseurs an seine Heimatstadt Hamburg.

## Handlung

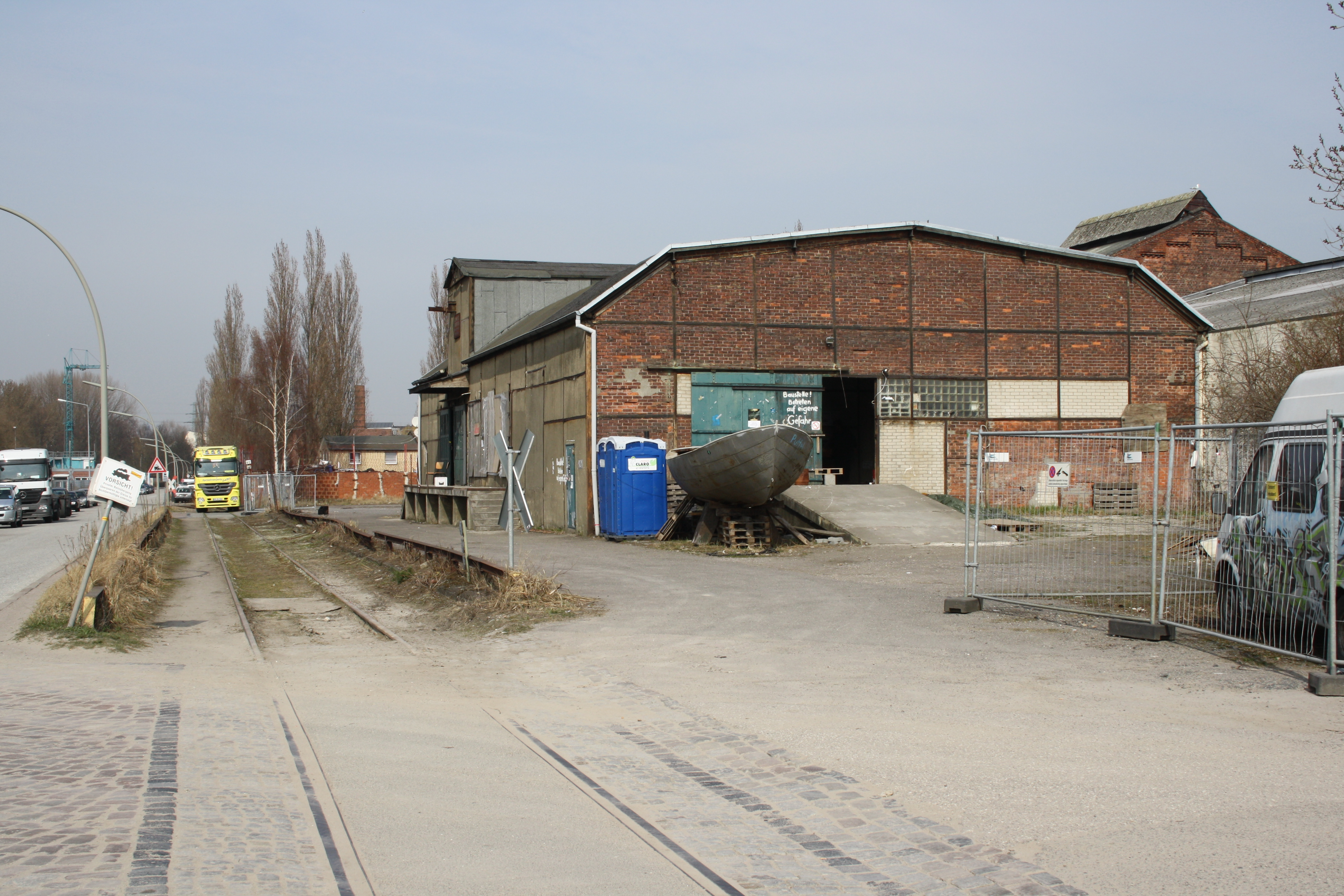
The Soul Kitchen

Zinos ist Betreiber des Soul Kitchen, eines mäßig laufenden Schnitzel- und Frikadellenrestaurants in einer alten Fabrikhalle in Hamburg-Wilhelmsburg. Seine Freundin Nadine, eine Journalistin, die aus einer großbürgerlichen Hamburger Familie stammt, zieht für einen mehrmonatigen Auftrag nach Shanghai, und die beiden bleiben über Webcam in Kontakt. Bei der Arbeit zieht sich Zinos – nicht krankenversichert – einen Bandscheibenvorfall zu und kann nicht weiterarbeiten. Die von Nadine vermittelte Physiotherapeutin Anna behandelt ihn, kann ihm aber nur wenig helfen.
Sein Bruder Illias, der nach langjähriger Haftstrafe Freigang erhält und bei Zinos auftaucht, möchte zwar eine Anstellung bei ihm, jedoch nur pro forma, um seine Freigangzeiten auszudehnen. Nun engagiert Zinos den kürzlich in einem Nobellokal gefeuerten, ziemlich exzentrischen Koch Shayn, der die Speisekarte des Soul Kitchen sofort auf Spitzenküche umstellt – was die auf Wurst und Schnitzel ausgerichtete Stammkundschaft nachhaltig vergrault. Dann taucht auch noch Immobilienhai Thomas Neumann, ein ehemaliger Schulkamerad von Zinos, auf und fasst den Plan, Zinos das Gebäude billig abzukaufen, um es abzureißen und das Grundstück zu vermarkten. Als Zinos nicht darauf eingeht, setzt Neumann alles daran, den Laden zu ruinieren. Dagegen erweist es sich als großartige Idee, Kellner Lutz und seiner Band das Proben im Soul Kitchen zu erlauben, denn die Leute aus dem Umfeld der Band finden Shayns extravagante Küche klasse, und das Restaurant wird zu einem Szenehit.
Von seinem Rückenleiden gezeichnet und in Sorge um den Fortbestand seiner Beziehung beschließt Zinos, zu Nadine nach China zu ziehen. Aus diesem Grund setzt er seinen Bruder Illias als Geschäftsführer mit allen Vollmachten ein. Noch am Flughafen begegnet er Nadine, die nach dem plötzlichen Tod ihrer Großmutter nach Hamburg zurückgekehrt ist. Als Zinos bei der Beerdigung erkennt, dass der Chinese in Nadines Begleitung ihr neuer Liebhaber ist, kommt es zuerst zum Eklat, dann zur Trennung.
Währenddessen hat Neumann Illias zu einer Pokerpartie mit hohen Einsätzen überredet. Illias verliert 100.000 €, die er nicht hat. Um die Schulden zu bezahlen und sich Neumanns Schlägertrupps vom Hals zu halten, überschreibt er Neumann notariell das Soul Kitchen. In ihrer Verzweiflung beschließen Illias und Zinos, in Neumanns Firma und das Notariat einzubrechen, um die Notarverträge zu vernichten. Auf der Flucht werden sie von der Polizei geschnappt. Während man Zinos wieder auf freien Fuß setzt, begegnet Illias im Gefängnis Neumann – das Finanzamt hat sein Immobilienunternehmen hochgenommen.
Aus der Insolvenzmasse steht nunmehr das Soul Kitchen zur Zwangsversteigerung an. Zinos – mittlerweile von einem privat in seiner Wohnung praktizierenden traditionellen türkischen Chiropraktiker, genannt der „Knochenbrecher“, von seinem sehr schmerzhaften und mittlerweile von Lähmungen begleiteten Bandscheibenvorfall geheilt – erhält von der durch das Erbe ihrer Großmutter reich gewordenen Nadine, die sich für ihr schäbiges Verhalten Zinos gegenüber schämt, einen Scheck über 200.000 €, um das Soul Kitchen zu ersteigern.
Dies gelingt, und Zinos blickt mit seiner neuen Liebe, Physiotherapeutin Anna, hoffnungsvoll in die Zukunft.

## Hintergrund
Fatih Akin widmete den Film, der, so der Filmemacher, „unser Thema, das Verhältnis von Brüdern untereinander behandelt“, seinem Bruder Cem.

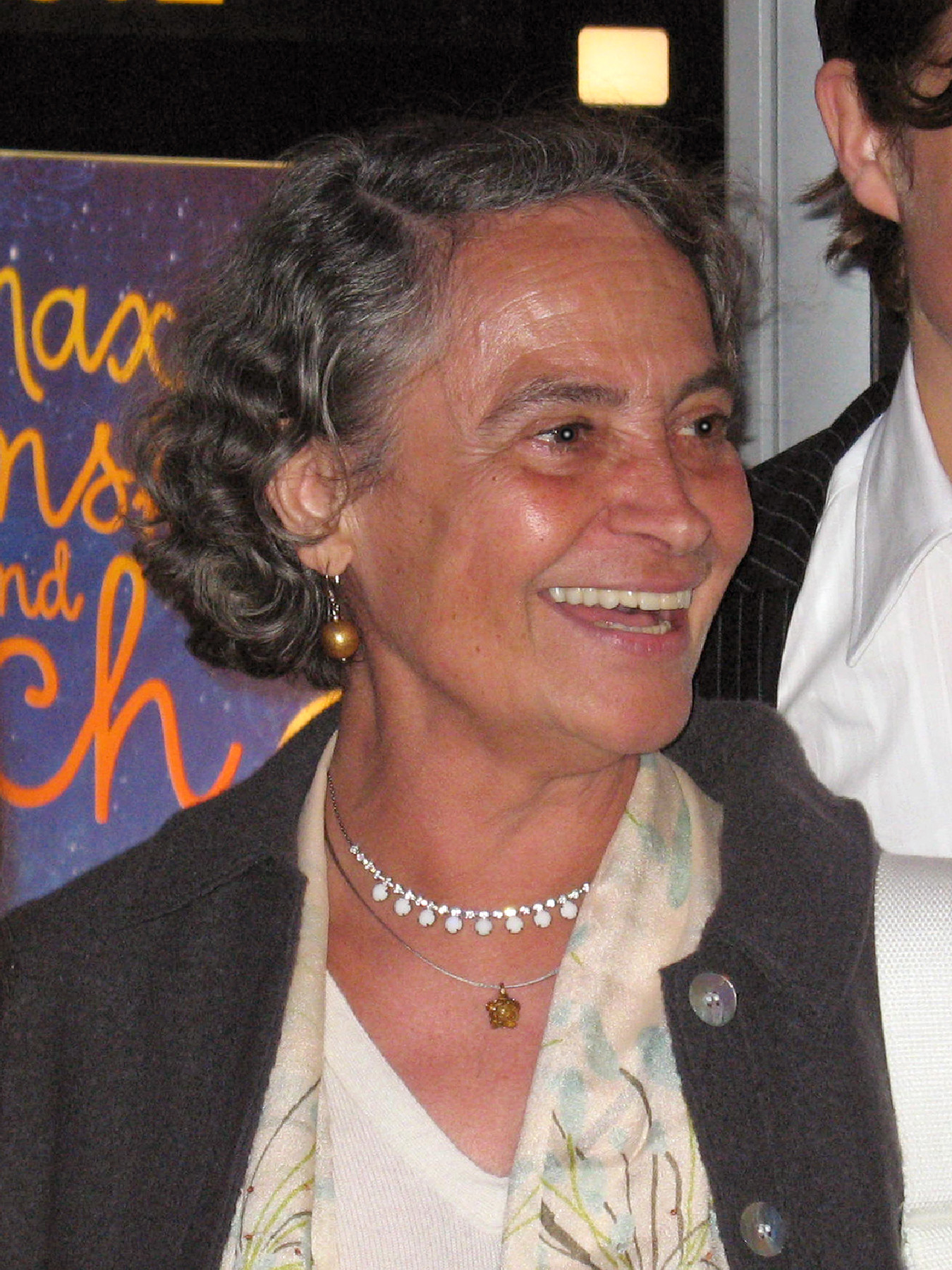
Der Film ist Monica Bleibtreu gewidmet

Außerdem ist er „in Erinnerung an“ Monica Bleibtreu, die 2009 verstorbene Schauspielerin, die hier in der Rolle der Oma Nadines „ihren letzten großen Auftritt“ hat.
Des Weiteren widmet der Regisseur den Film seiner Heimatstadt Hamburg.
Akin nennt den in Hamburg spielenden Film auch aufgrund seiner Themen einen modernen Heimatfilm. Es gehe um „Familie und Freunde, um Liebe, Vertrauen und Loyalität – und um den Kampf für die Heimat als einen Ort, den es in einer zunehmend unberechenbaren Welt zu schützen gilt“. In dem Film sind zahlreiche aus früheren Produktionen Akins bekannte Darsteller zu sehen, neben Moritz Bleibtreu, der schon in Im Juli und Solino dabei war, Birol Ünel (Im Juli, Gegen die Wand), und Adam Bousdoukos (Sensin – Du bist es!, Kurz und schmerzlos). Akins Filmfirma nennt es ein „Best-of“-Cast.
„Patron und Orientierungspunkt“ für den Film sei dem Filmemacher zufolge Billy Wilder gewesen. Dessen Poster hatte Akin für die Arbeit an der Komödie über seinen Schreibplatz gehängt.
Der Regisseur Fatih Akin unterstützt der Welt zufolge mit dem Werk auch die Besetzung des vom Abriss bedrohten Hamburger Gängeviertels durch rund 200 Künstler. „Der geplante Abriss des historischen Viertels sei ein Beispiel dafür, dass sich die Stadt Hamburg an ihrem Erbe vergehe. Wenn er für seinen neuen Film Soul Kitchen werbe, werbe er immer auch für die Denkmäler der Hansestadt“, wird Akin von der Tageszeitung zitiert.
Der Film ist, nachdem Akin bereits am Drehbuch von Kebab Connection (2004) mitgewirkt hat, die erste selbstinszenierte abendfüllende Komödie des Regisseurs. Akin betonte mehrfach die besondere Schwierigkeit, die dieses Genre („Komödie ist die Königsdisziplin“) ihm bereite.
Die ungewöhnlichen Gerichte des neuen Kochs Shayn im Soul Kitchen sind von Isabel Allendes Kochbuch Aphrodite. Eine Feier der Sinne (1997) inspiriert. Birol Ünel wurde in der Rolle des Kochs von Joern Martens und von dem Hamburger Spitzenkoch Ali Güngörmüş gecoacht.
Dem Umstand, dass Ünel am Set Arthur Rimbaud las, ist es zu verdanken, dass das Rimbaud-Zitat „Es wird verkauft, was nicht verkauft werden kann!“ nachträglich in das Drehbuch geschrieben wurde.
Die im Film zu sehende schwere Pferdesturzszene ist die Aufnahme eines echten Sturzes der Reiterin Katharina Werning bei einem Galopprennen Anfang 2008 in Neuss. Nach diesem musste sie ihre Karriere zeitweilig unterbrechen.
Bei der Soul-Kitchen-Band des Kellners Lutz handelt es sich um die Bad Boy Boogiez, die tatsächliche Band des Lutz verkörpernden Schauspielers Lucas Gregorowicz.
Obwohl es sich bei Soul Kitchen um die Verfilmung eines Originaldrehbuchs handelt, war der Film einer der vier Titel auf der Shortlist zur besten internationalen Literaturverfilmung auf der Frankfurter Buchmesse 2009, was mit dem zum Film entstandenen Prequel in Romanform Soul Kitchen. Der Geschichte erster Teil der bis dahin unbekannten Autorin Jasmin Ramadan begründet wurde. Juergen Boos untermauerte die von ihm als „Experiment“ ausgewiesene Entscheidung:

„Für mich ist dieser Film spannend, weil darin zu sehen ist, wie die Industrien zusammenwachsen – Blogs, Bilder, Originaltöne, es wird getwittert. Bei ‚Soul Kitchen‘ von Fatih Akin entstehen Buch und Film gemeinsam und beeinflussen sich gegenseitig. Das Tolle ist, dass das Buch, das sich mit der Genese des Films beschäftigt, in einem literarischen Verlag (…) erscheint.“

Soul Kitchen ist der erste Fatih-Akin-Film, der auch in einer Hörspielfassung mit den Originalstimmen der Filmfassung und einem zusätzlichen Ich-Erzähler (Zinos, gesprochen von Adam Bousdoukos) erschien. Sie gelangte zum Filmstart in den Handel.

### Entstehungsgeschichte
Eigentlich war der Film Soul Kitchen schon 2003/2004 als direktes Nachfolgeprojekt von Gegen die Wand geplant. Zeitlich fällt die erste Phase der Arbeit an dem Film damit noch vor Akins internationalen Durchbruch als Regisseur.
Akin zufolge habe er ein neues Textprogramm auf seinem Computer ausprobieren wollen und „ohne Vision, ohne Idee (…) drauflos geschrieben“. Zu dem Zeitpunkt wurde sein Freund Adam Bousdoukos gerade von seiner damaligen Freundin verlassen und hatte zudem berufliche Probleme. Er war damals Besitzer der griechischen Taverne Sotiris in der Barnerstraße 42 in Hamburg-Ottensen und betrieb den Glam Slam Music Club in der Bahrenfelder Straße 237. Die Lebenskrise Bousdoukos' nahm Akin zum Anlass, seine Geschichte aufzuschreiben:

„Ich habe einfach so rum gejammt mit dem neuen Programm. Gleich am ersten Tag hatte ich 20 Drehbuchseiten geschrieben. Nach fünf Tagen lag die erste Fassung vor. Ich gab sie meinem Partner, Andreas Thiel […]. Er las es und sagte: ‚Lass uns daraus einen Film machen!‘“

beschreibt der Regisseur die erste Drehbuchphase. Nach der Auszeichnung von Gegen die Wand mit dem Goldenen Bären seien ihm jedoch Zweifel an dem Projekt gekommen; es erschien plötzlich „nicht mehr wichtig genug“. Eine „rotzige Komödie“ entsprach nun anscheinend nicht mehr den Erwartungen an ihn, daher wollte er lieber „etwas Ernsthafteres, Großartigeres nachlegen“.
Während der Dreharbeiten zu dem Musik-Dokumentarfilm Crossing The Bridge – The Sound of Istanbul wurden im Jahr 2004 zuvor jedoch noch Akins Pläne bekannt, die Komödie mit Hanna Schygulla in der Rolle der Pianistin der Band als Hauptdarstellerin zu besetzen. Das Jahrbuch 2004 der DEFA-Stiftung Apropos, Film vermeldete bereits eine weitere Drehbuchphase der Arbeit am Film. Er sei als zweiter Teil der von Akin geplanten Trilogie über Liebe, Tod und Teufel angelegt. Dann wurde das Projekt schließlich ganz zurückgestellt und im Zusammenhang mit der Filmtrilogie sogar verworfen. Bei dem stattdessen als zweiten Teil der Trilogie realisierten Drama Auf der anderen Seite (2007) blieb es allein bei der geplanten Hauptdarstellerin Schygulla.
Soul Kitchen wurde zwischen diesen und weiteren Projekten (zunächst auch ohne weitere konkrete Pläne einer Verfilmung) „zwischendurch aus Lust und Laune weiterentwickelt. Immer, wenn wir nichts Besseres zu tun hatten oder uns mal ablenken wollten, haben wir uns kräftig bei Soul Kitchen amüsiert“, so Akin. Als Andreas Thiel kurz vor Ende der Dreharbeiten zu Auf der anderen Seite verstarb, veränderte sich Akin zufolge jedoch seine Sicht auf das zurückgestellte Projekt. Thiel habe über Soul Kitchen immer gesagt: „Ist doch scheißegal, was die Leute sagen. Mach das trotzdem!“ Aber erst nach dem Tod seines Freundes sei er in der Lage gewesen, diese Worte zu beherzigen.
Zunächst plante Akin noch einen Western mit Bousdoukos; nach einer Amerikareise zu Recherchezwecken wurde jedoch klar, dass Akin diesen Western mit seinem Freund als Hauptdarsteller nicht würde realisieren können. Das gab dem Filmemacher zufolge den letzten Ausschlag, das Projekt Soul Kitchen wieder aufzunehmen:

„Am Ende der Reise saßen wir in einem Motel in Albuquerque. Ich sagte zu (Bousdoukos): Wir werden es zusammen nicht schaffen. Für den Film brauche ich ein Budget von 15 Millionen. Das bekomme ich mit dir nicht finanziert. Dafür brauche ich jemand wie Johnny Depp. Sorry! Er hat gefragt: Und jetzt? Da habe ich gesagt: Lass uns nach Hamburg fahren und ‚Soul Kitchen‘ machen.“

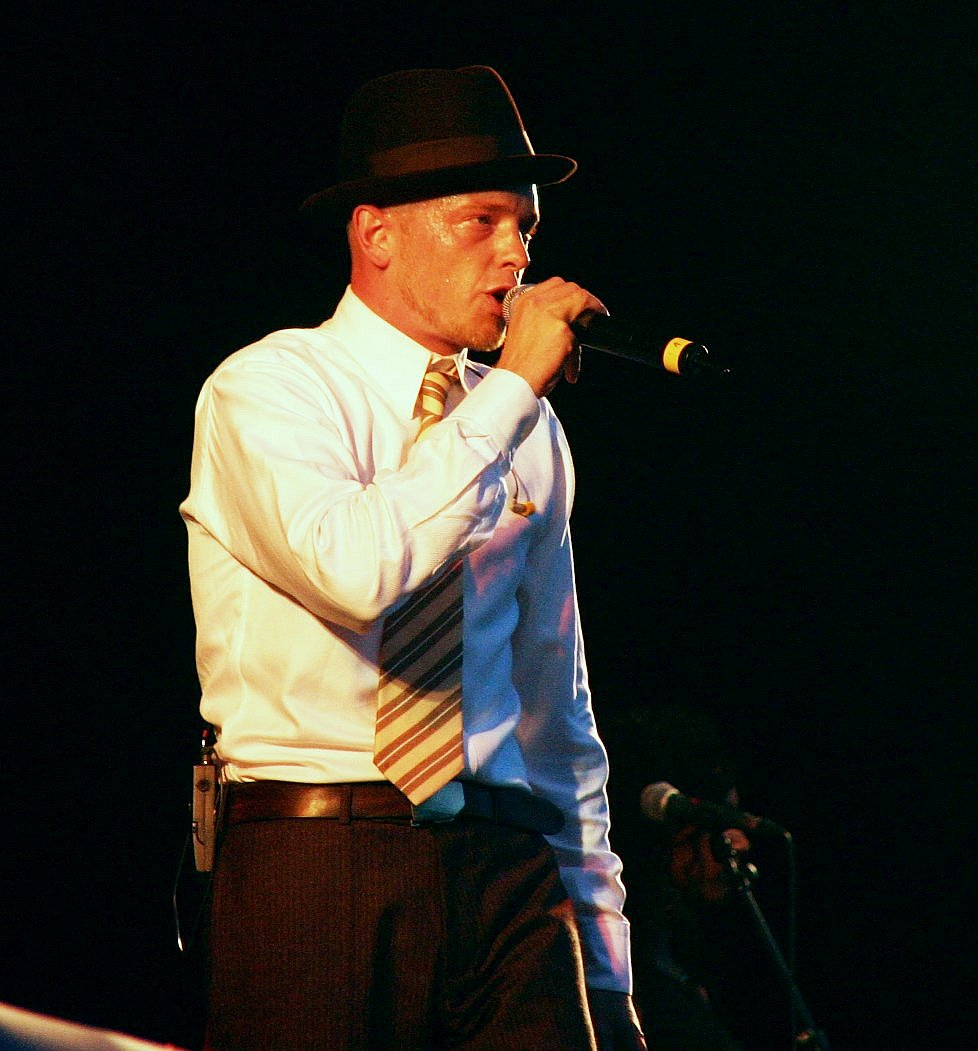
An der Entstehungsgeschichte beteiligt: Jan Delay

Die tatsächliche Filmarbeit an der Komödie zog sich zwei Jahre hin und zielte auf eine Fertigstellung zu den Filmfestspielen von Cannes im Mai 2009, zu denen der Film bereits eine Einladung erhalten hatte. Aufgrund einer noch nicht abgeschlossenen Postproduktion musste Akin die Teilnahme an dem Festival jedoch absagen. Gegenüber dem Hamburger Abendblatt gab der Regisseur als Grund an, dass Jan Delay eine Anfrage, ob einer seiner Songs in dem seiner Ansicht nach bereits für Cannes fertigen Film verwendet werden dürfe, erst nach einer Preview habe entscheiden wollen. Nachdem er den Film gesehen hatte, habe der Musiker gesagt: „Ich glaube nicht, dass du schon fertig bist. Der Film hat noch nicht den richtigen Groove.“ Akin begann daraufhin umfangreiche Nachbearbeitungen und drehte zum Teil Szenen nach.
Um den Film realisieren zu können, musste Akin aufgrund des internationalen Erfolgs von Auf der anderen Seite eintreffende Angebote, in Hollywood zu drehen, absagen. Sein Hauptdarsteller Moritz Bleibtreu verzichtete für die bereits zugesagte Mitwirkung an Soul Kitchen gar auf eine Rolle in Quentin Tarantinos Inglourious Basterds (2009).
Akin führte Anfang 2010 einen Rechtsstreit gegen Alexander Wallasch, der „auffällige Ähnlichkeiten“ zwischen seinem Debütroman „Hotel Monopol“ und „Soul Kitchen“ gesehen haben wollte. Wallasch unterlag, sodass eine einstweilige Verfügung gegen ihn bestehen blieb.

### Drehorte

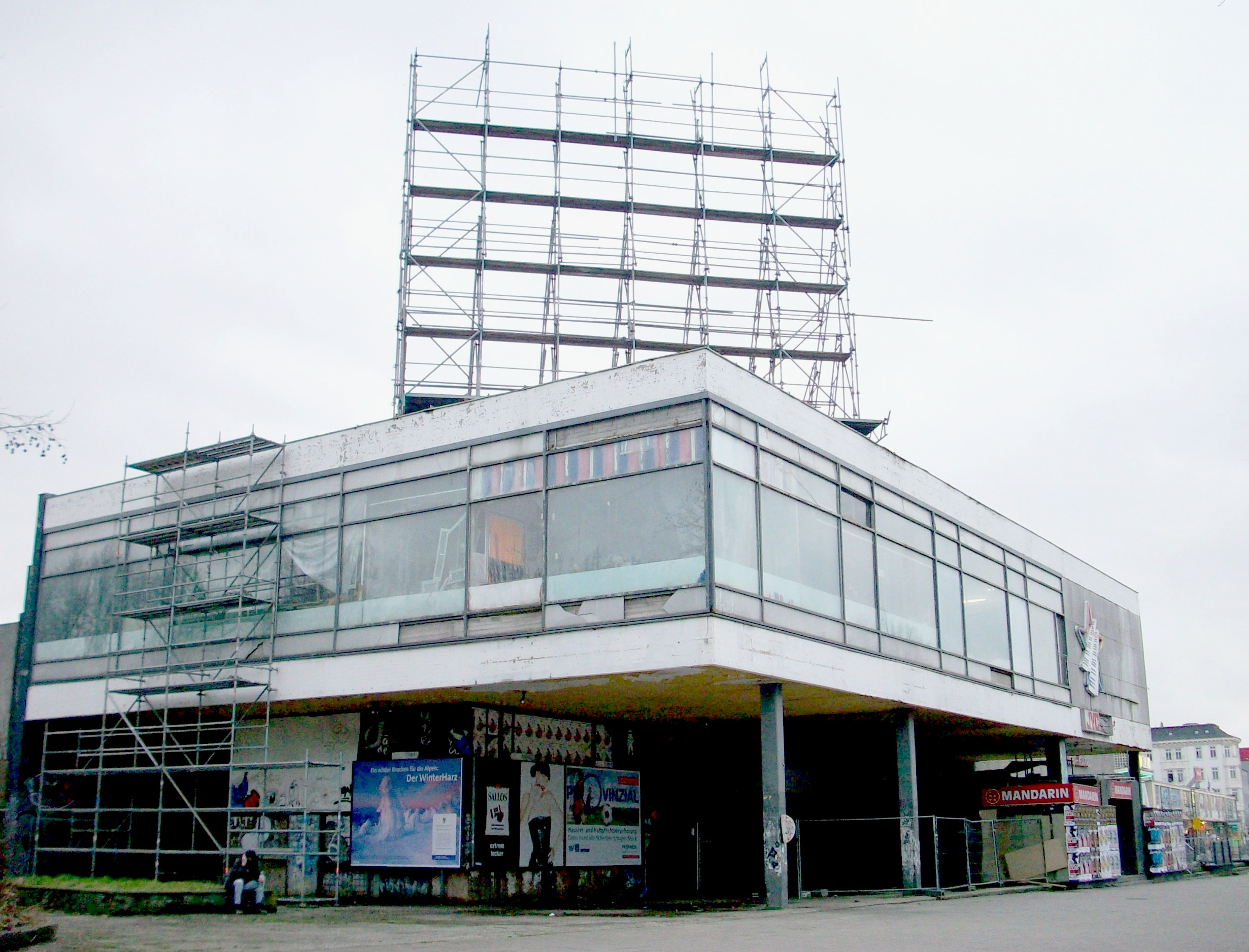
Ein Drehort: Die ehemaligen Räume des Mojo Clubs

Die Drehorte von Soul Kitchen sind bevorzugt potenziell von Veränderung betroffene Stellen in Hamburg-Wilhelmsburg. Sie spiegeln somit ein übergeordnetes Thema des Films wider, den Kampf der Soul-Kitchen-Belegschaft gegen die Gentrifizierung. So sind im Film beispielsweise „das Mandarin-Casino, ehemals Mojo Club, an der Reeperbahn, die Astrastube an der Sternbrücke, oder ein Club in der Karstadt-Filiale, in der Akin einst seine erste Platte gekauft hat“, zu sehen. Das Restaurant Soul Kitchen, dessen Vorbild in Altona steht, wurde in einer Fabrikhalle in der Industriestraße in Hamburg-Wilhelmsburg eigens für den Film nachgebaut. Die Halle wurde ab 2010 für Musik- und Kulturveranstaltungen genutzt, 2012 jedoch aus Sicherheitsgründen gesperrt und 2024 für den möglichen Abriss vorgesehen, da akut einsturzgefährdet.
Daneben sind im Film aber auch die „schönen und touristischen Seiten der Hanse-Metropole mit Speicherstadt, Elbe und Alster“ zu sehen. Die Friedhofszene wurde auf dem Riensberger Friedhof in Bremen gedreht. Die Gefängnisszenen wurden in der Justizvollzugsanstalt Bremen gedreht.

### Soundtrack
Michael Giltz (The Huffington Post) nannte den Soundtrack des Films „einen Riesenspaß“. Er enthält unterschiedlichste Versionen des Liedes La Paloma, unter anderem wird es „live“ im Soul Kitchen gespielt. Des Weiteren sind in dem Film u. a. Songs von Quincy Jones, Kool & The Gang, The Isley Brothers, Mongo Santamaría, Markos Vamvakaris und Jan Delay zu hören. Den Film beschließt musikalisch Louis Armstrong mit seiner Interpretation des Songs The Creator Has a Master Plan. Hans Albers ist mit dem Wirtschaftswunder-Gassenhauer Das letzte Hemd hat leider keine Taschen vertreten.
Für den Film war zunächst in einer Szene auch der gleichnamige Song Soul Kitchen von The Doors vorgesehen, jedoch waren die Rechte an dem Track dem Filmemacher letztendlich zu teuer, so dass er ihn gegen einen Song von Curtis Mayfield austauschte. Die Rechte an einem älteren Song von Prince, der im Soul-Kitchen-Roman der absolute Lieblingsmusiker der Hauptfigur ist, konnten aufgrund länger bestehender Differenzen zwischen Prince und Warner Brothers nicht für den Film erworben werden.

Eine Soundtrack-CD erschien bei Universal Music und war in der ersten Woche des Jahres 2010 der hinter dem Avatar-Soundtrack der zweithöchste Neuzugang in den deutschen Albumcharts. Die in mehreren Ländern veröffentlichte Doppel-CD befand sich in Griechenland zeitweise sogar in den Top 3 der allgemeinen Verkaufscharts.

## Rezeption

### Aufnahme beim Festivalpublikum

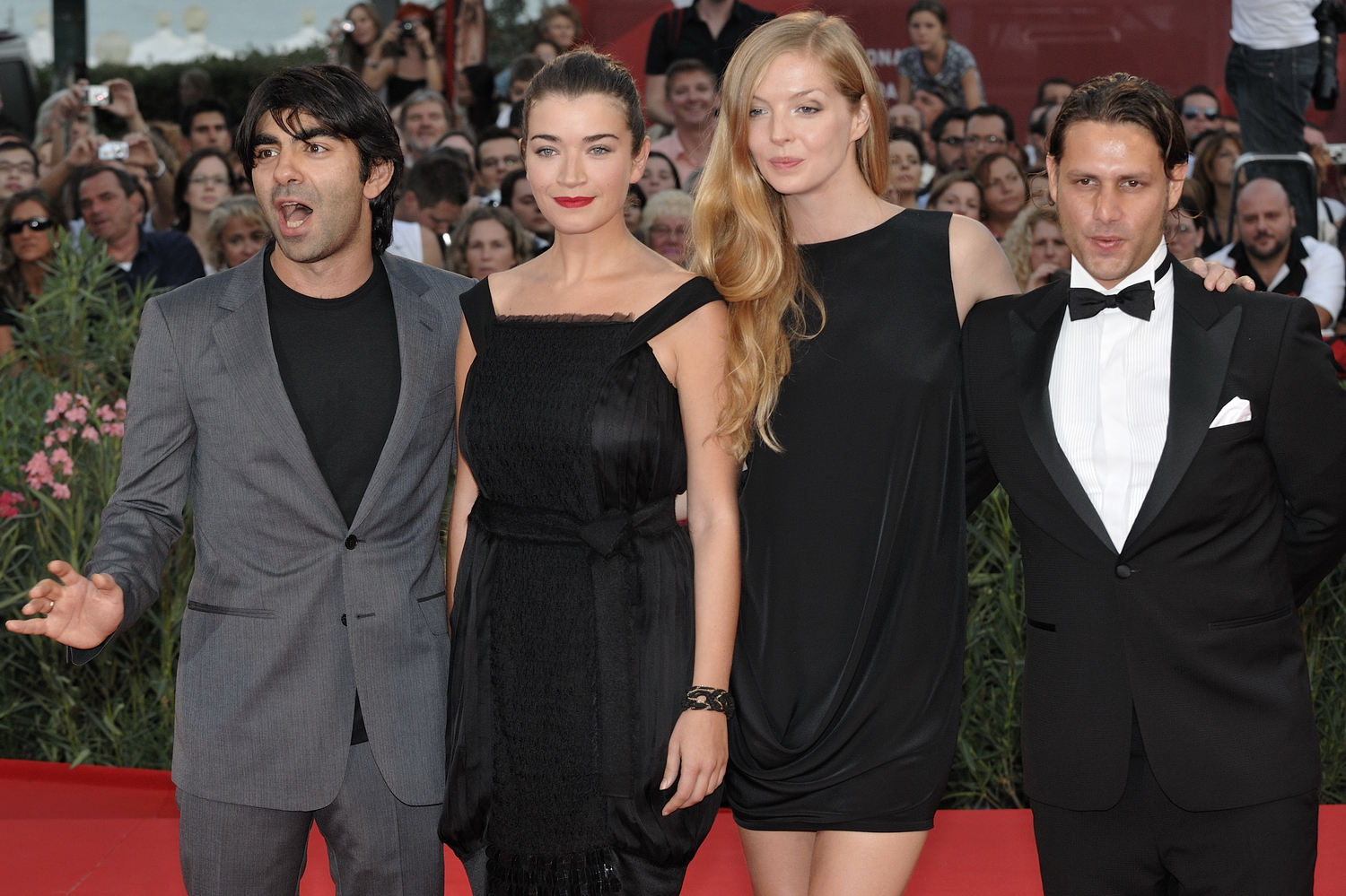
Akin, Bederke, Roggan und Bousdoukos auf der Venedig-Abschlussveranstaltung (2009)

Bei der „überzeugenden“ (dpa) Welturaufführung mit internationalem Publikum in Venedig gab es Lachstürme und langanhaltenden Beifall sowie Szenenapplaus. Die Süddeutsche Zeitung konstatierte: „Der echte Herzensbrecher des Festival ist (…) der deutsche Wettbewerbsbeitrag.“ Akins Film sei „so komisch-rührend, dass das Publikum in Venedig ganz aus dem Häuschen geriet“. Der Film gewann später den zweitwichtigsten Preis des Festivals. Fatih Akin äußerte: „Wir haben ja doch eine Komödie mit Hamburger Lokalkolorit gedreht. Wenn nun auch Italiener und Amerikaner darauf anspringen, ist das erste Klassenziel scheinbar erreicht.“ Bei den vorabendlichen Pressevorführungen wurde der Humor des Films ebenfalls gut aufgenommen; Katja Nicodemus vom SWR bemerkte dabei noch deutlich bessere Reaktionen bei der italienischen Presse als bei der deutschen.
Auch bei der Amerikapremiere auf dem folgenden Toronto International Film Festival kam Soul Kitchen „bestens an“. Das „offene Multikulti-Publikum“ der Stadt habe aber auch nichts anderes erwarten lassen.
In Deutschland war der Film erstmals 2009 passend zum Schwerpunktthema Pulsierende Metropolen als Eröffnungsfilm des Filmfest Hamburg zu sehen. Albert Wiederspiel äußerte vor der Vorführung: „Was gibt es schöneres für einen Filmfestchef, als mit solch einem Film zu eröffnen!“ Tatsächlich wurde in der Hansestadt noch „nie (…) ein Eröffnungsfilm so bejubelt“ wie dieser. Das Hamburger Abendblatt registrierte mindestens „30 mal (…) begeisterten Szenenapplaus, immer wieder kollektives Gelächter“. Das Filmfest habe schon

„viele spektakuläre Eröffnungen erlebt, aber was sich […] im Cinemaxx abspielte, setzte neue Maßstäbe. In gleich drei Sälen lief […] Soul Kitchen, doch auch die fast 1700 Plätze reichten kaum aus, all jenen Platz zu bieten, die eine der begehrten Einladungen ergattert hatten. Schon lange vor Beginn war es selbst mit Karte nicht mehr möglich, ins Cinemaxx 1 und 3 zu gelangen, wo das Publikum teilweise zu viert auf den schmalen Treppenstufen saß.“

Ungefähr zeitgleich wurde bekannt, dass Soul Kitchen für den Norddeutschen Filmpreis nominiert sei und so 2009 auch bei den Nordischen Filmtagen in Lübeck laufen werde. 2009 war der Film bereits mehrfach international ausgezeichnet worden. 2010 folgten weitere internationale Nominierungen für zum Teil bedeutende Filmpreise (siehe Abschnitt „Auszeichnungen“).
Ab September 2009 lief der Film auf Festivals in Italien, Kanada, Japan, Belgien, Brasilien, Griechenland und Frankreich. Im Dezember startete er dann regulär in Griechenland, Deutschland, Österreich und der Schweiz. Es folgten weitere Vorführungen auf internationalen Filmfestivals sowie bis Juli 2011 reguläre Starts in der Türkei, Italien, Russland, Kasachstan, Frankreich, Belgien, Brasilien, Spanien, Slowenien, Portugal, Australien, den Niederlanden, Israel, Rumänien, Dänemark, Norwegen, Finnland, Ungarn, Schweden, Estland, Polen, Japan, Argentinien und Hongkong. Über einen Kinostart in den USA wurde verhandelt, bislang war er aber nur in New York sowie auf Festivals zu sehen.

### Rezensionen
Derek Elley vom Variety sah in dem Film einen „Liebesbrief an den Ort (Hamburg) und seine Menschen“ mit zum Teil „explosiver Komik“, straff inszeniert und geschnitten. Mark Olsen (Los Angeles Times) bezeichnete Soul Kitchen als „ausgelassene Komödie“. Sie zeige einmal mehr die Vielseitigkeit des zu den kraftvollsten und aufregendsten Filmemachern der Welt gehörenden Hamburgers, der hier bei allem Spaß dennoch scharf gezeichnete Charaktere und eine schlaue Story liefere. Auch Michael Giltz von The Huffington Post nannte Akin einen der bei weitem besten Regisseure der Zeit und hoffte, dass er mit dieser „leichten“ Komödie, die „viel Anlass zur Freude“ gibt, nun auch „das breitere Publikum, das er verdient“ erreichen kann.
Peter Zander von Die Welt bezeichnete das von Akin als „Dirty Heimatfilm“ ausgewiesene Werk schlicht als „Genuss“. Ein „bunter, erzählfreudiger Ton (…), der vor lauter Gags und Ideen kein Ende finden kann, entspannt, lustig“ herrscht in Soul Kitchen für Christina Tilmann vom Berliner Tagesspiegel vor. Ihrer Einschätzung nach sei der Film aber dabei „längst nicht so schräg und böse, wie er sein will“. Für Anke Westphal von der Berliner Zeitung hingegen „berstet“ die Komödie „vor Energie“. Ein „großes, buntes, swingendes Durcheinander voller Temperamentsausbrüche“ habe die Rezensentin „Tränen“ lachen lassen. Die Deutsche Presse-Agentur vermeldete, dass vornehmlich „gute Schauspieler, der ans Groteske grenzende Humor und einige Situationskomik (…) den Charme von Soul Kitchen“ ausmachen würden, auch wenn er „bisweilen ins Klamaukhafte“ drifte. „Hart am Rand der Klamotte“ gar fand den Film Cristina Nord von der taz, wobei jedoch auch sie in ihm bisweilen „bewundernswerten Nonsens“ vorfand. Frank Olbert vom Kölner Stadt-Anzeiger warnte dagegen davor, Soul Kitchen nur als Gute-Laune-Stück aufzufassen, denn das „hieße ihn verkürzen. Soul Kitchen ist eine zarte Hommage an einen Ort und seine Besucher, er ist ein Heimatfilm mit Deutschen, Griechen und Türken.“ Der Film huldige zudem „dem Lebensgefühl der Jugend, und dass seine Akteure so jung nicht mehr sind und sich langsam davon verabschieden müssen, macht den schönen Schuss Melancholie aus“. Vor allem handele es sich aber auch um einen „famosen Schauspielerfilm“. Der Rezensent der Frankfurter Rundschau hebt diesbezüglich besonders Birol Ünel hervor, der sich in seinen Szenen „unvergesslich als eine Art Samurai der Kochkunst“ mache. Das Drehbuch vergleicht Daniel Kothenschulte „mit einem Karton Überraschungseiern: In jeder Szene steckt ein kleiner Trumpf. Die Witze im Dialog sind nicht aufgesetzt, sondern entwickeln sich wie selbstverständlich aus den Charakteren und den Situationen, in die sie geraten.“
Die 3sat-Sendung Kinokino nannte Soul Kitchen ein „total unprätentiöses Meisterwerk“, das „schlichtweg großartig“ sei, und stimmte mit dem Filmemacher überein: „ein Heimatfilm!“, ebenso wie ttt – titel, thesen, temperamente in der ARD, wo der zufriedene Rezensent hinzufügte: „Ich habe erlebt, was ich an einem schönen Kinoabend erleben möchte. Ich habe geweint, ich habe mitgefühlt, ich war traurig, ich habe viel gelacht. Also ein großartiger Film. Vielleicht der schönste und beste Film von Fatih Akin.“

„‚Heimatkomödie‘ um die Suche nach Geborgenheit in einer sich rasant verändernden urbanen Welt, der es weniger um einen Ort als um die Verwurzelung in einer Gemeinschaft und einem Lebensgefühl geht. Mit Verve und Gespür für filmischen Raum, für Musik und mitunter derbe Situationskomik rundet sich der Film zur stimmig-stimmungsvollen Feier menschlichen Zusammenhalts.“

### Aufnahme beim Kinopublikum

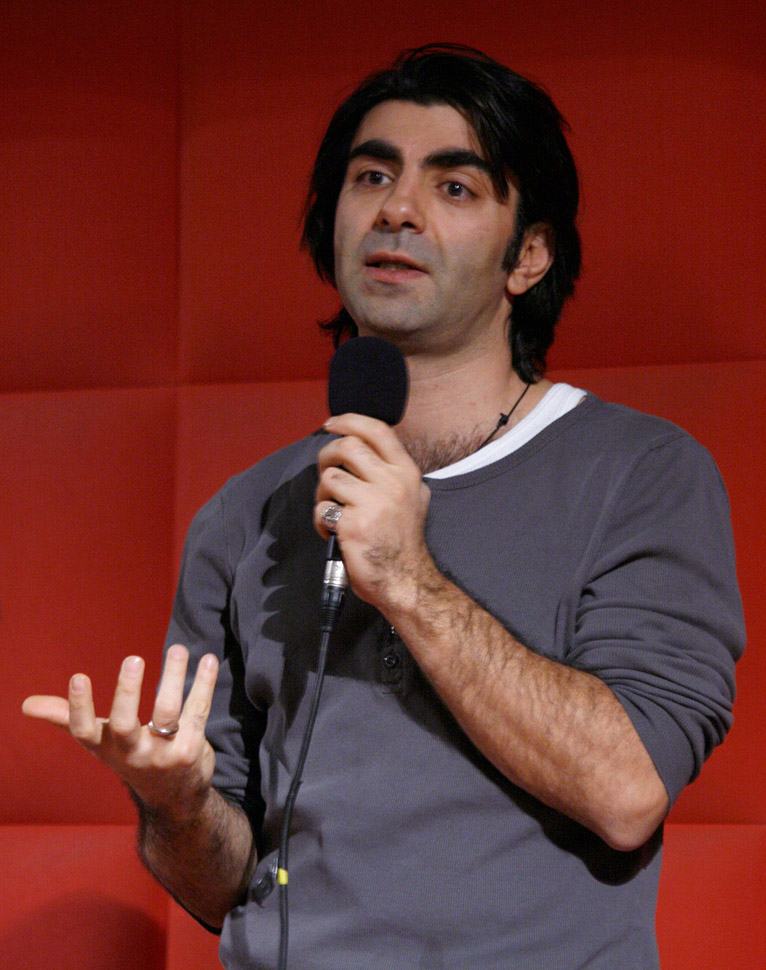
Akin bei der Präsentation von Soul Kitchen in Wien (2009)

Soul Kitchen wurde nicht nur von der Fachpresse und vom Festivalpublikum gut aufgenommen. In Deutschland hatte Akin mit seiner Komödie, was die Besucherzahlen angeht, den bislang mit Abstand erfolgreichsten Kinostart überhaupt. Bereits am ersten Wochenende sahen 160.000 Menschen den Film. Am Ende der ersten Woche fand sich Soul Kitchen auf Platz 5 der deutschen Kinocharts. Nach zehn Tagen hatten bereits über eine halbe Million Menschen den Film gesehen. Auch in den Schweizer und Österreichischen Kinocharts bewegte sich der Film in den Top Ten.
Zuvor war Akin den gesamten Dezember über mit seinen Hauptdarstellern durch den deutschsprachigen Raum gereist, um für seine anlaufende Komödie zu werben. Auf der sogenannten Soul-Kitchen-Kinotour präsentierte man den Film in bis zu drei Städten am Tag.
In weiteren Ländern wie Italien und Griechenland lief der Film später ebenfalls erfolgreich im Kino.

## Festivalteilnahmen (Auswahl)

### 2009 bis 2010
- Internationale Filmfestspiele von Venedig 2009
- Toronto International Film Festival
- Deutsches Filmfestival in Tokyo
- Gent International Film Festival
- São Paulo International Film Festival
- Thessaloniki International Film Festival
- Les Arcs International Film Festival
- Transilvanian International Film Festival (Cluj, 2010)

## Auszeichnungen
- Soul Kitchen erhielt 2009 eine Einladung in den Wettbewerb der Filmfestspiele von Venedig, wo Akin mit seinem Film um den Goldenen Löwen konkurrierte. Der Film gewann am Ende mit dem Silbernen Löwen für den „Großen Preis der Jury“ die zweitwichtigste Auszeichnung im Wettbewerb.[40][41][42]
- In Venedig wurde Soul Kitchen zudem von einer internationalen Publikumsjury der „Young Cinema Award“ zugedacht.[43]
- „Art Cinema Award“ des internationalen Verbands der Filmkunsttheater (C.I.C.A.E.) beim Hamburger Filmfest 2009
- Aufnahme in die Shortlist für die beste internationale Literaturverfilmung auf der Frankfurter Buchmesse 2009.
- Norddeutscher Filmpreis 2009 in der Kategorie „Bestes Drehbuch“
- 3. Platz Kulturnews-Awards 2009 (Sparte: Bestes Buch) für das Buch vor dem Film[44]
- Nominierungen für den Preis der deutschen Filmkritik: Rainer Klausmann (Kamera), Andrew Bird (Schnitt)
- Nominierungen für den Deutschen Filmpreis 2010 in den Kategorien bester Film und Schnitt
- Nominierung für den David di Donatello 2010 als bester Film aus einem Land der EU
- Nominierung für den Europäischen Filmpreis 2010 als bester Film
- Norddeutscher Filmpreis 2010 in der Kategorie „bester Kinofilm“

## Das „Buch vor dem Film“

Aufgeschlagen: Das Buch vor dem Film

Ähnlich wie der Akin-Vorgänger Auf der anderen Seite promotet der Film ein Buch einer deutschen Autorin. Jasmin Ramadans bei Blumenbar erschienener Roman Soul Kitchen ist dabei aber ebenso wenig wie der in Auf der anderen Seite empfohlene Roman Die Tochter des Schmieds von Selim Özdogan die Vorlage des Films, folglich kein „Buch zum Film“ im herkömmlichen Sinne. Bei Ramadans Buch handelt es sich laut Untertitel um „das Buch vor dem Film“ und „der Geschichte erster Teil“. Tatsächlich erschien es am 10. September 2009 Monate vor dem für Weihnachten 2009 geplanten deutschen Kinostart der gleichnamigen Komödie und erzählt angesiedelt „zwischen Coming of Age und Road Movie“ ausschließlich ihre Vorgeschichte. Ramadans Romandebüt wurde von der Kritik weitgehend gelobt.
Auch ein Hörbuch dieses Werks ist erschienen.

## Ausgaben
- Soul Kitchen. Drehbuch von Fatih Akin. Hrsg. von Mette Hermann und Merete Vonsbaek sowie einem Nachwort von Oliver Möbert. Tyskforlaget, Greve (Dänemark) 2012, ISBN 978-87-90755-75-1.
- Fatih Akin, Adam Bousdoukos: Soul Kitchen. Das Original-Hörspiel zum Film. Audio-CD. Jumbo Neue Medien, Hamburg Dezember 2009, ISBN 3-8337-2511-7.
- Jasmin Ramadan: Soul Kitchen. Der Geschichte erster Teil – Das Buch vor dem Film. Blumenbar, 2009, ISBN 978-3-936738-64-3.
- Soul Kitchen. Der Geschichte erster Teil – Das Buch vor dem Film. Hörbuch, gelesen von Philipp Baltus. Jumbo Neue Medien, Hamburg 2009, ISBN 978-3-8337-2507-4.
- Various: Soul Kitchen. Soundtrack-CD, Universal 2009.